# Robert Mittringer

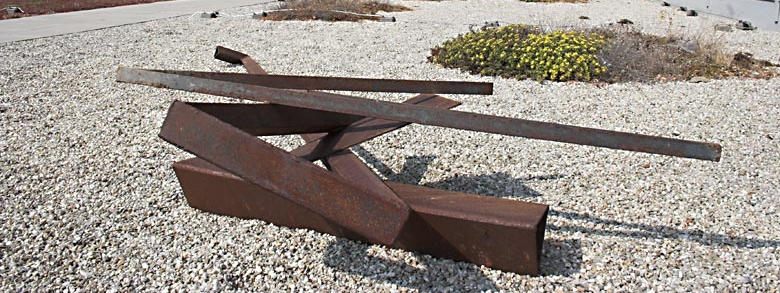
Ohne Titel von Robert Mittringer im Skulpturenpark Artpark, Linz

Robert Mittringer (* 17. November 1943 in Asten; † 27. Jänner 2018) war ein österreichischer Maler, Bildhauer und Grafiker.

## Leben
Robert Mittringer besuchte die Pflichtschule in Kleinmünchen (Linz). Er schloss eine Lehre als Autoelektriker ab und wechselte später als Betriebselektriker zur VOEST. Danach ließ er sich zum Dekorateur ausbilden. Er war Gründungsmitglied der Gruppe „Donauhunde“, die 1981–1983 mit Aktionen in Linz und Berlin auftraten. 1983 gab er den handwerklichen Beruf auf und wandte sich ausschließlich der Kunst zu. 1989 gründete er die Künstlergruppe K5 (mit Anatole Ak, Oliver Dorfer, Alexander Netusil, Reinhold Rebhandl).
1997 erhielt er den 1. Preis für Kleinskulptur im Stadtmuseum Nordico, Linz und 1998 den Kunstwürdigungspreis der Stadt Linz. 2001 wurde ihm der Oberösterreichische Landeskulturpreis zuerkannt.
Robert Mittringer war Mitglied der Künstlervereinigung MAERZ. Er lebte und arbeitete in Eferding.

## Werk
Robert Mittringer befasst sich in seiner künstlerischen Arbeit sowohl mit skulptureller als auch grafischer Gestaltung.
Seine zentrale Frage liegt in der Bestimmung von Volumen im Spannungsfeld zwischen Materialwirkung und Oberfläche, wie Peter Assmann feststellt. Auffallend ist stets die strenge Komposition der Formelemente und die sensible Zusammenstellung von Raumballungen.

## Einzelausstellungen
- 1983 Oberösterreichischer Kunstverein, Landeskulturzentrum Ursulinenhof, Linz
- 1987 Neue Galerie der Stadt Linz (heute Lentos Kunstmuseum Linz)
- 1988 Galerie der Stadt Wels (im Medien Kultur Haus)
- 1990 "ART 21'90", Art Basel, Schweiz ("Der Wahnsinn das Glück der Sonnen", Galerie Ariadne, Wien)
- 1992 Elaac, Internationale Kunstmesse Montréal, Kanada ("One man show", Galerie Ariadne, Wien)
- 1993 Découvertes, Internationale Kunstmesse Paris, Frankreich ("One man show", Galerie Ariadne, Wien)
- 1994 Galerie Eder, Linz
- 1995 Galerie Pehböck, Naarn[3]
- 2001 "Robert Mittringer. Werkauswahl 1985-2000", Landesgalerie Linz am Oberösterreichischen Landesmuseum, Linz
- 2007 "Treffpunkt Kunst", ORF, Landesstudio Oberösterreich, Linz
- 2008 "Robert Mittringer. Die Welt hinter den Dingen", Kro Art Gallery, Wien

## Gruppenausstellungen (Auswahl)
- 1983 "Skizzenbuch", Neue Galerie der Stadt Linz (heute Lentos Kunstmuseum Linz)
- 1985 Oberösterreichischer Kunstverein, Landeskulturzentrum Ursulinenhof, Linz
- 1988 ARCO Madrid; Art Cologne; Oberösterreichische Landesausstellung, Schloss Weinberg, Kefermarkt
- 1989 Landesgalerie Linz am Oberösterreichischen Landesmuseum, Linz
- 1990 "Oberösterreichische Avantgarde", Neue Galerie der Stadt Linz (heute Lentos Kunstmuseum Linz)
- 1995 Perth Institute of Contemporary Arts, Perth, Australien
- 1996 Internationale Buchmesse, Turin, Italien; Galleria l'Uovo di Struzzo
- 1997 "Papierskulptur", Landesgalerie Linz am Oberösterreichischen Landesmuseum, Linz
- 1999 "Lineamente International. Von der Linie zur Zeichnung", Lentos Kunstmuseum Linz
- 2003 "Oberösterreichische Künstlerinnen und Künstler", Galerie 422, Gmunden
- 2008 "Dimension Fragile", Österreichisches Papiermacher-Museum, Laakirchen-Steyrermühl
- 2009 "2x43=130. Robert Mittringer. Reinhold Eglauer", Galerie Artpark im Lenaupark, Linz[4]
- 2009 "formuliert. Konvergenzen von Schrift und Bild", Lentos Kunstmuseum, Linz

## Publikationen
- 1986 Peter Baum in "Österreichische Kunst der Gegenwart VI, Robert Mittringer"
- 1990 Peter Baum: "Freisetzen zeichnerischer Energien" in "Der Wahnsinn das Glück der Sonnen" Katalog Ariadne, Wien
- 1994 Herbert Fidler "Sichtbare Spuren – Arbeiträume österreichischer Künstler", Trend-profil-Buch
- Peter Assmann, "Die Kunst des Robert Mittringer. Materialspuren und Körperwirksamkeiten – ein erstes Resümee", o. J.
- 1999 "Die Kunst der Linie. Möglichkeiten des Graphischen", Landesgalerie Linz am Oberösterreichischen Landesmuseum, Linz,
- 2000 "1 von 9. Kunst aus Oberösterreich", Objekte aus der Sammlung der Stadt Wien, hg. v. Museum auf Abruf, Wien 1999
- 2000 "Retrovie-Avanguardia 1918-2000", Land Oberösterreich, Amt der Oberösterreichischen Landesregierung, Institut für Kulturförderung, Linz
- 2008 "dimensionFragile" Österreichisches Papiermuseum
- 2008 "Es schleudern die Seelen hoch", Katalogbuch, Autoren: Peter Assmann, Martin Hochleitner, Zenita Komad, Markus Mitringer, Ronald Pohl, Brigitte Reutner
- 2009 "2x43=130. Robert Mittringer. Reinhold Eglauer", hg. v. d. Galerie Artpark im Lenaupark, Linz 2009[5]

## Preise und Auszeichnungen
- 1997 1. Preis für Kleinskulptur, Stadtmuseum Nordico, Linz
- 1998 Kunstwürdigungspreis der Stadt Linz
- 2001 Oberösterreichischer Landeskulturpreis für Bildende Kunst

## Sammlungen
Werke von Robert Mittringer befinden sich in der Graphischen Sammlung Albertina, Wien, der Sammlung des Landes Oberösterreich, im Lentos Kunstmuseum Linz, dem Skulpturenpark Artpark in Linz sowie im Oberösterreichischen Landesmuseum. Weiters sind Mittringers Werke in den Sammlungen der Stadt Wien und der Stadt Wels, des Bundesministeriums für Unterricht und Kunst, des Museums Krumau, der Staatsgalerie Stuttgart und des Museo Casa Bianca, Malo, vertreten.